# Ambohimang Rova
Ambohimang Rova é uma comuna de Madagascar, pertencente ao distrito de Antananarivo-Avaradrano, na região de Analamanga. Sua população, segundo o censo de 2001, era de 12 229 habitantes.